# 클럽 빌리티스의 딸들
《클럽 빌리티스의 딸들》는 2011년 8월 7일에 방영한 KBS 드라마 스페셜이다.

## 등장 인물

### 주요 인물
- 김혜옥 : 최향자 역
- 최란 : 박명희 역
- 한고은 : 강한나 역
- 오세정 : 이영은 역
- 진세연 : 김주연 역
- 안지현 : 윤여경 역

### 주변 인물
- 손민지 : 김도진 역
- 권세인 : 정민 역
- 원종례 : 주연의 어머니 역
- 이미소 : 최나리 역

### 그 외 인물
- 박정희 : 친구 1 역
- 손민지 : 친구 2 역
- 김혜림 : 친구 3 역
- 최교식 : 점쟁이 역
- 서하 : 6mm 학생 역
- 주동희 : 영은의 남자친구 역
- 구혜령 : 담임 역
- 서주연 : 클럽여자 1 역
- 한님 : 클럽여자 2 역
- 이솔 : 이세라 역
- 조선옥 : 리포터 역

## 시청률
- 전국 시청률 : 5.0%[1]